# Teologia della doppia alleanza
La teologia dell'alleanza duale o teologia della doppia alleanza è una scuola di pensiero nella teologia cristiana riguardo all'importanza della Bibbia ebraica, che i cristiani chiamano Antico Testamento.

## Contesto
Il giudaismo sostiene che nell'era post-diluvio esiste un patto universalmente vincolante tra Dio e l'uomo nella forma delle Sette Leggi di Noè , in aggiunta a un patto sinaitico unico che è stato stipulato tra Dio e gli Ebrei sul biblico Monte Sinai. Tuttavia, il giudaismo non ha storicamente sostenuto che esiste un patto separato per i gentili convertiti al Cristianesimo. In effetti, dal punto di vista di Maimonide, credere nella divinità di Gesù sarebbe una violazione della Legge di Noè.
Il pensatore rabbinico del XVIII secolo Yaakov Emden ha persino affermato:
(Yaakov Emden, "Seder 'Olam" )
Più tardi, nel XX secolo, il teologo ebreo non ortodosso Franz Rosenzweig, in seguito ai suoi approcci con il Cristianesimo, nella sua opera Star of Redemption avanzò l'idea che «il cristianesimo riconosce il Dio degli ebrei, non come Dio ma come 'il Padre della Gesù Cristo.' Il cristianesimo stesso si ricollega al 'Signore' perché sa che il Padre può essere raggiunto solo attraverso di lui...Siamo tutti pienamente d'accordo su ciò che Cristo e la sua Chiesa significano per il mondo: nessuno può raggiungere salvo il Padre se non attraverso di lui. Nessuno può raggiungere il Padre! Ma la situazione è ben diversa per chi non deve raggiungere il Padre perché è già con Lui. E questo vale per il popolo d'Israele».
Daniel Goldhagen, ex professore associato di scienze politiche all'Università di Harvard, ha anche suggerito nel suo libro A Moral Reckoning che la Chiesa cattolica romana dovrebbe cambiare la sua dottrina e il canone biblico in merito ad affermazioni che egli etichetta come antisemite, per indicare che «la via degli ebrei a Dio è legittima quanto la via cristiana».

## Ebraismo messianico
David H. Stern, un teologo ebreo messianico, scrisse che si dice che la teologia del doppio patto abbia origine con Maimonide. Essa fu ripresa nel XX secolo dal filosofo ebreo Franz Rosenzweig e rielaborata dai teologi Reinhold Niebuhr e James Parkes.
Questi pensatori credono che il messaggio di Gesù non sia per gli ebrei ma per i gentili e che Giovanni 14:6 debba essere inteso così: "Io sono la via, la verità e la vita; e nessun gentile viene al padre se non per mezzo di me". Stern afferma che il problema della teologia del doppio patto è che «sostituendo 'Nessuno viene al Padre se non per mezzo di me' di Yeshua con 'Nessun gentile viene...' si fa una violenza inaccettabile al semplice senso del testo e a tutto il Nuovo Testamento».

## Decreto Apostolico

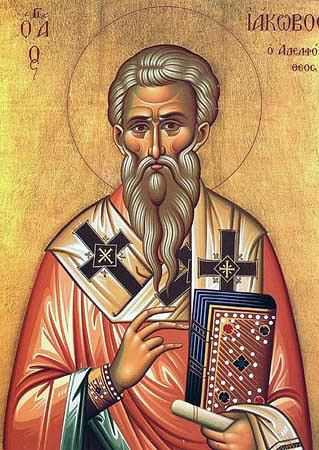
Giacomo il Giusto, il cui giudizio fu adottato nel Decreto Apostolico di, nel 50 d.C. ca

Il Decreto Apostolico di Atti 15:19-29 è stato comunemente interpretato come un parallelo con la Legge di Noè.
Sebbene oggi il Decreto Apostolico non sia più osservato da molte denominazioni cristiane , è ancora integralmente osservato dai greco-ortodossi.

## Parere di Papa Giovanni Paolo II
Secondo la telogia supersessionista tradizionale, esemplificata nella bolla di papa Eugenio IV, pubblicata in occasione del Concilio di Firenze del 1431:
(bolla di papa Eugenio IV )
Giovanni Paolo II ha sostenuto un maggiore dialogo tra cattolici ed ebrei, ma non ha sostenuto esplicitamente la teologia del doppio patto. Il 17 novembre 1980, Giovanni Paolo II ha tenuto un discorso agli ebrei di Berlino in cui ha discusso le sue opinioni sui rapporti cattolico-ebraici. In essa Giovanni Paolo II affermava che l'alleanza di Dio con il popolo ebraico non era mai stata revocata. Durante il discorso, Giovanni Paolo II ha citato l'enciclica Nostra Aetate, sostenendo che i cattolici si sforzeranno «di comprendere meglio tutto ciò che nell’Antico Testamento conserva un valore proprio e perpetuo..., poiché questo valore non è stato obliterato dall'ulteriore interpretazione del Nuovo Testamento, la quale al contrario ha dato all’Antico il suo significato più compiuto, cosicché reciprocamente il Nuovo riceve dall’Antico luce e spiegazione” (Nostra Aetate, II)».

## Critiche

### Chiesa cattolica
Il cardinale Avery Dulles fu critico nei confronti della teologia della doppia alleanza, specialmente come intesa nel documento dell'USCCB dal titolo Reflections on Covenant and Mission. Nell'articolo All in the Family: Christians, Jews and God furono raccolte prove dalla Scrittura, dai Padri della Chiesa e dai documenti ufficiali della Chiesa che la Chiesa cattolica non supporta la teologia del doppio patto.
Sebbene sia stato rimosso nell’edizione successiva (per ordine del Vaticano, in quanto traviserebbe l'editio typica), il Catechismo cattolico per adulti degli Stati Uniti del 2006 affermava: 
(United States Catholic Catechism for Adults (2006))
Nel giugno 2008 i vescovi decisero con un voto di 231 a 14 di rimuovere questo testo dalla successiva stampa del Catechismo, perché avrebbe potuto essere interpretato nel senso che gli ebrei possiedono una propria via di salvezza che non necessita di Cristo o della Chiesa. Nell'agosto 2009, il Vaticano approvò la modifica e il testo rivisto afferma (in conformità con l'’’editio typica’’):
(United States Catholic Catechism for Adults (2009))

### Protestanti
Nel 2006, il protestante evangelico Jerry Falwell smentì un rapporto del Jerusalem Post secondo cui sosteneva la teologia del doppio patto:
(Jerry Falwell, Hagee, Falwell deny endorsing 'dual covenant'')